# Лобна
Ло́бна — село в Україні, у Любешівській селищній громаді Камінь-Каширського району Волинської області.
Населення становить 684 особи. Орган місцевого самоврядування — Любешівська селищна громада.

## Історія
У Другу світову війну неподалік села базувалося Чернігівсько-Волинське диверсійне з'єднання під керівництвом О. Федорова.
9 жовтня 1971 р. в селі відкрито Музей партизанської слави.
7 червня 1975 р. в Лобні відбувся обласний зліт партизанів та підпільників Волині.

## Населення
Згідно з переписом УРСР 1989 року чисельність наявного населення села становила 686 осіб, з яких 334 чоловіки та 352 жінки.
За переписом населення України 2001 року в селі мешкали 673 особи.

### Мова
Розподіл населення за рідною мовою за даними перепису 2001 року:
| Мова       | Відсоток |
| ---------- | -------- |
| українська | 99,85 %  |
| білоруська | 0,15 %   |